# Krating Daeng
Krating Daeng (тайск. กระทิงแดง, krathing daeng, krā.tʰīŋ dɛ̄ːŋ, буквально «красный бык», «красный гаур») — подслащенный, негазированный энергетический напиток, разработанный тайским предпринимателем Чалео Йювидья. Напиток продается в Юго-Восточной Азии, Восточной Азии и 165 других странах. Чалео позаимствовал имя у гаура (тайск. กระทิง, krathing) крупного дикого рогатого скота Юго-Восточной Азии. В основе его брендинга лежит логотип Krating Daeng: два несущихся друг на друга быка олицетворяют силу, красный — настойчивость, а солнце на фоне символизирует энергию. Krating Daeng стал основой для разработки Red Bull, самого продаваемого энергетического напитка в мире. На момент своей смерти в 2012 году в возрасте 88 лет, Чалео был миллиардером.

## История
Напиток Krating Daeng был разработан в 1975 году. Он содержит воду, тростниковый сахар, кофеин, таурин, инозитол и витамины группы B. Он был представлен в Таиланде в 1976 году как освежающий напиток для сельских рабочих. Саравут Йювидья, генеральный директор компании, говорил, что «Сначала напиток был не очень популярен, он сильно отличался от других на рынке, и Чалео в первую очередь сосредоточился на рынках северной, преимущественно аграрной части страны, а не в городах, где сконцентрированы другие конкуренты».
Имидж напитка рабочего класса был усилен спонсорской поддержкой тайских боксерских матчей, где часто выставлялся логотип двух красных быков, несущихся друг на друга.
Krating Daeng уступил лидерские позиции на внутреннем рынке Таиланда другому напитку, М-150, и занимает третье место на рынке энергетических напитков страны, вплоть до 7 процентов доли рынка в 2014 году.

## Red Bull

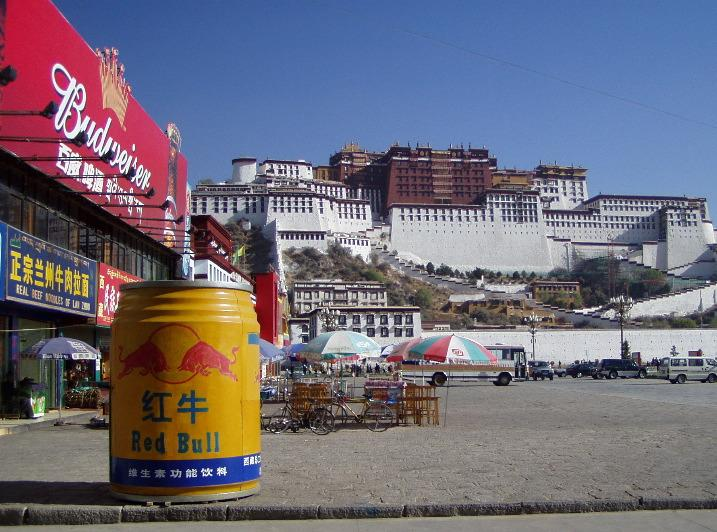
Банка Krating Daeng, брендированная как Red Bull. Потала, Тибет

Тайский продукт отличается от Red Bull, разработанного австрийским предпринимателем Дитрихом Матешицем. Матешиц был директором по международному маркетингу немецкой компании Blendax, занимающейся зубной пастой, когда он посетил Таиланд в 1982 году и обнаружил, что Krating Daeng помог ему справиться с «джет-лагом». Он работал в партнерстве с T.C. Pharmaceuticals Чалео над адаптацией формулы и состава к западным вкусам. Red Bull был запущен в 1987 году. Эти две компании часто ошибочно путают друг с другом, но они являются отдельными организациями, ориентированными на различные целевые рынки, работающие в сотрудничестве друг с другом. Сегодня компания Red Bull GmbH на 51% контролируется семьей Йювидья, которая владеет правами на торговую марку этого напитка в Европе и США.